# Thames-Coromandel District
Der Thames-Coromandel District ist eine zur Region Waikato zählende Verwaltungseinheit in Neuseeland. Der Thames-Coromandel District Council (Distriktrat) hat seinen Sitz in der Stadt Thames, ebenso wie die Verwaltung des Distrikts.

## Geographie

### Geographische Lage
Der Thames-Coromandel District ist der nordöstlichste Distrikt in der Region Waikato und stellt mit 4405 km² reine Landfläche den zweitgrößten Distrikt hinter dem Taupō District in der Region dar. Mit 26.178 im Jahr 2013 gezählten Einwohnern kommt der Distrikt auf eine Bevölkerungsdichte von 11,9 Einwohner pro km².
Der Distrikt deckt die gesamte Coromandel Peninsula ab und ist somit von drei Seiten mit Wasser umgeben, im Westen ist dies der Firth of Thames und der Hauraki Gulf, im Norden sowie im Osten der Pazifische Ozean und südlich des Distrikts grenzt der Hauraki District an.
Der gesamte Thames-Coromandel District ist von Bergen durchzogen, die bis zum nördlichen Drittel Coromandel Range genannt werden und im letzten Abschnitt der Halbinsel, der mit dem Cape Colville abschließt, als Moehau Range bezeichnet wird. Die zahlreichen Inseln um die Coromandel Peninsula, einschließlich der Mercury Islands gehören zum Distrikt.
Die größten Städte des Distrikts sind Thames mit rund 6750 Einwohnern, Whangamatā mit rund 3550 Einwohnern, Whitianga mit rund 3750 Einwohnern, Coromandel mit rund 1450 Einwohnern und Tairua mit rund 1250 Einwohnern. Alle anderen Orte erreichen die Tausender-Marke nicht.

### Klima
Der Distrikt besitzt eine exponierte Lage. Dadurch, dass er weit ins Meer hinausreicht und von Osten häufiger auch die Ausläufer tropischer Stürme die Ostküste erreichen, unterscheidet sich das Klima des Distriktes grundlegend von den mehr südwestlich im Landesinneren gelegenen Distrikten der Waikato-Region. Die mittleren Tagestemperaturen liegen im Sommer zwischen 24° C und 33° C und im Winter zwischen 18° C und 24° C. Die Sonnenscheindauer beträgt an den Küsten um die 2100 Stunden im Jahr, in den Bergen entsprechend der Wolkenbildung geringer. Hier können die Niederschläge über das Jahr hin mit 2000 mm recht hoch ausfallen.

## Geschichte
Die Besiedlung der Region durch die Māori verlief ähnlich wie in allen nördlichen Regionen der Nordinsel. 1769 erreichte der britische Seefahrer und Entdecker James Cook die Halbinsel. Spätestens 1795 kamen die ersten Siedler um das begehrte Holz der Kauri-Wälder zu gewinnen und 1852 begann mit dem ersten Goldfund durch den Holzfäller Charles Ring der Goldrausch auf der Halbinsel. Um 1900 war die Bevölkerung schon auf 12.000 Siedler, Holzfäller und Goldsucher angewachsen. Der Goldrausch war schnell vorbei und der Wald unter Naturschutz. Heute ist der Distrikt für viele Urlauber ein begehrter Erholungsort.
1975 wurde der Thames Borough aufgelöst und zusammen mit Coromandel County zum Thames-Coromandel District vereint. Der District Council der neuen Gebietskörperschaft war der erste, der in Neuseeland gebildet wurde.

## Bevölkerung

### Bevölkerungsentwicklung
Von den 26.178 Einwohnern des Distrikts waren 2013 4.149 Einwohner Māori-stämmig (15,8 %).  Das durchschnittliche Einkommen in der Bevölkerung lag 2013 bei 23.200 NZ$ gegenüber 28.500 NZ$ im Landesdurchschnitt.

### Herkunft und Sprachen
Die Frage nach der Zugehörigkeit einer ethnischen Gruppe beantworteten in der Volkszählung 2013 88,5 % mit Europäer zu sein, 16,6 % gaben an Māori-Wurzeln zu haben, 1,6 % kamen von den Inseln des pazifischen Raums und 2,6 % stammten aus Asien (Mehrfachnennungen waren möglich). 16,0 % der Bevölkerung gab an in Übersee geboren zu sein und 3,7 % der Bevölkerung sprachen Māori, unter den Māori 18,7 %.

## Politik

### Verwaltung
Der Thames-Coromandel District ist selbst noch einmal in vier Wards und fünf Community Boards (Gemeinderäte) eingeteilt. Jeder Ward wird von mindestens einem gewählten Councillors (Ratsmitgliedern) vertreten, die zusammen mit dem Mayor (Bürgermeister) den District Council (Distriktsrat) bilden. Die vier Wards entsenden acht Councillors, von denen der Bürgermeister bestimmt wird. In den fünf Boards sitzen jeweils 4 gewählte Mitglieder. Der Bürgermeister, die sieben Ratsmitglieder und die 20 Gemeinderäte werden alle drei Jahre neu gewählt.

## Wirtschaft
Der Distrikt zählte im Jahr 2015 4212 Unternehmen mit insgesamt 11.649 Beschäftigten. Das Bruttoinlandsprodukt (engl. GDP) des Distriktes lag im gleichen Zeitraum bei 1,0 Mrd. NZ$. Auf der Basis dessen, hatte der Bereich Land-, Forstwirtschaft und Fischerei einen Anteil von 12,6 % am GDP, gefolgt vom Immobiliensektor mit 11,9 %, dem produzierenden Gewerbe mit 10,0 % und dem Konstruktionsgewerbe mit 8,7 %.

## Infrastruktur

### Verkehr
Verkehrstechnisch angebunden ist der Distrikt durch den New Zealand State Highway 2, der von Süden kommt und bei Waihi auf den [[New Zealand State Highway 25|State Highway 25]] stößt. Dieser erschließt den gesamten Küstenstreifen beidseitig der Halbinsel bis Coromandel. Eine weitere Verbindung zum Distrikt stellt der [[New Zealand State Highway 26|State Highway 26]] dar.